# Edwin Swift Balch

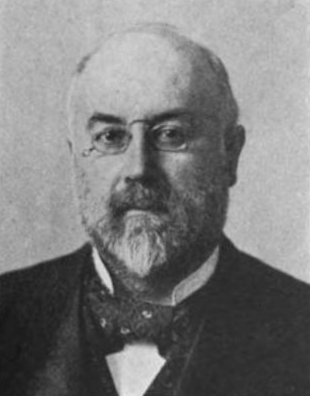
Retrato de Edwin Swift Balch

Edwin Swift Balch (Filadelfia, 1856-Filadelfia, 1927) fue un escritor, explorador, montañero y artista estadounidense.

## Biografía
Nacido el 27 de marzo de 1856 en Filadelfia, era descendiente de Thomas Willing y Edward Shippen, además de hermano de Thomas Willing Balch.
En la década de 1880 realizó ascensiones de montañas en Noruega y Suiza y estudió diversos glaciares de Europa y América. Fue autor del libro Antarctica (1902). En abril de 1913 publicó The North Pole and Bradley Land. Entre sus obras también se incluyeron títulos como Art and Man y Arts of the Work. Balch también cultivó la pintura y algunos de sus cuadros fueron expuestos en la Academia de Bellas Artes de Pensilvania.
Contrajo matrimonio con Emily T. Clark de Richmond (Virginia). Falleció el 15 de marzo de 1927 en su domicilio de Filadelfia.